# 李宗魯
李宗魯（1550年—？），字惟誠，一字學仲，湖廣漢陽府漢陽縣人，軍籍，明朝政治人物。

## 生平
萬曆元年（1573年）癸酉科湖廣鄉試第六名舉人，二年（1574年）中式甲戌科會試第一百二十九名，三甲第一百零六名進士。授中書舍人，在中書五年，國家諸大典無不擘績。八年（1580年）六月考選為兵科給事中，九年（1581年）五月升浙江僉事，会浙兵变，缚直指，李宗鲁徐谕以利害，乃得释，口称活命恩，心实衔之，谓宜拟李宗鲁以失律罪，张佳胤执不可，曰：此番定乱者何人也。十年（1582年）七月调广西，遂挂冠归。十一年（1583年）御史陈性学弹劾其为给事中时，结纳张居正管家游七，娶游七妻表侄女，叙会姻亲，飞觞促席。十二月浙江道御史张文耀再次弹劾。

## 家族
曾祖李珣；祖父李子成；父李鍊，母吳氏。具慶下。